# أسبلاط أفعواني
أسبلاط أفعواني (الاسم العلمي:Aspalathus serpens) هو نوع من النباتات يتبع جنس الأسبلاط من الفصيلة البقولية.